# T. J. Simers
'Thomas John Simers (2 de septiembre de 1950 - 2 de junio de 2024)' fue un columnista deportivo estadounidense que trabajó para el Los Angeles Times desde 1990 hasta 2013 antes de aceptar un puesto en el Orange County Register, donde trabajó hasta aceptar un retiro voluntario. Asistió a la Northern Illinois University.
Simers demandó al Los Angeles Times por discriminación por edad y salud, alegando que fue apartado de su trabajo de $234,000 al año después de sufrir un leve derrame cerebral. En noviembre de 2015, un jurado le otorgó $7.1 millones. Después del fallo del jurado, el juez desestimó la demanda por terminación constructiva pero dijo que había pruebas sustanciales que respaldaban las reclamaciones de discriminación por edad y discapacidad; y el juez anuló la indemnización y ordenó un nuevo juicio sobre los daños. La Corte de Apelaciones de California confirmó el fallo del juez.
Simers también trabajó en The San Diego Union, the Rocky Mountain News, The Commercial Appeal, the Morristown Daily Record, the Beloit Daily News, the Coeur d'Alene Press y the DeKalb Chronicle.
Fue nombrado Escritor Deportivo de California del año 2000 por la National Sportscasters and Sportswriters Association.
Simers falleció de cáncer cerebral el 2 de junio de 2024, a la edad de 73 años.